# 东塘
东塘位于湖南省长沙市城区以南，以韶山路与劳动路的交汇处为中心向周围辐射大片区域。东塘原是长沙城的南大门和重要的交通枢纽，随着城市的扩张渐渐成为主要商贸区。东塘为长沙城区重要地名之一，东塘中心区部分区域构成城市基层行政区划单位东塘社区，东塘一带大片区域属于东塘街道，为雨花区街道之一。